# Ceuthophilus utahensis
Ceuthophilus utahensis is een rechtvleugelig insect uit de familie grottensprinkhanen (Rhaphidophoridae). De wetenschappelijke naam van deze soort is voor het eerst geldig gepubliceerd in 1876 door Thomas.